# Niên đại học
Niên đại học là khoa học về trật tự phát sinh sự kiện lịch sử theo thời gian. Niên đại học đại cương là khoa học định vị và dung giải chuỗi thời gian của các hiện tượng quá khứ theo thời gian. Nó được áp dụng trong nhiều ngành khoa học khác nhau như lịch sử, địa chất học, thiên văn học, khảo cổ học, cổ sinh học v.v.
Niên đại học là một phần của chu kỳ hóa. Nó cũng là một phần của khoa học lịch sử, bao gồm lịch sử Trái Đất và các ngành khoa học phụ thuộc địa thời học (Xem Các bảng niên đại tiền sử dưới đây) và các ngành khoa học Trái Đất. Khi được sử dụng cho các ví dụ cụ thể, một bảng niên đại là sự sắp xếp liên tục các sự kiện, chẳng hạn như biên niên sử hoặc, cụ thể khi dính dáng tới các yếu tố đồ thị hay văn chương, là một niên biểu hay thời gian biểu.

## Phương pháp
Hai phương pháp cơ bản trong xác định niên đại là tương đối—nghĩa là định vị các sự kiện có liên quan tương đối so với nhau—hoặc tuyệt đối—nghĩa là định vị các sự kiện này theo các niên kỷ cụ thể trong một kỷ nguyên thời gian nào đó. Ngay cả sự phân biệt này cũng có thể bị làm nhòe đi bởi việc sử dụng các loại lịch khác nhau. Trong các nền văn hóa Do Thái-Kitô giáo, các ngày tháng lịch sử trong niên đại tuyệt đối được hiểu như là nói tới kỷ nguyên Cơ đốc, kết hợp tương ứng với lịch Julius đón trước (ban đầu) và sau này là lịch Gregory.

## Các lĩnh vực liên quan
Niên đại học là khoa học định vị các sự kiện lịch sử theo thời gian và nó là khác biệt với (nhưng dựa vào) phép đo niên đại hoặc đo thời gian, và sử liệu học (thuật chép sử), để kiểm tra các tài liệu lịch sử và việc sử dụng các phương pháp lịch sử. Xác định niên đại bằng cacbon phóng xạ ước tính niên đại của các vật trước đây đã từng sống bằng cách đo tỷ lệ đồng vị cacbon-14 trong hàm lượng cacbon chung của chúng. Niên đại vòng cây ước tính niên đại của các cây gỗ bằng tương quan của các vòng tăng trưởng khác nhau trong gỗ của chúng để biết các chuỗi tham chiếu nhiều năm ròng trong khu vực để phản ánh các dao động về khí hậu trong nhiều năm. Niên đại vòng cây được sử dụng như là tham chiếu định chuẩn cho các đường cong xác định niên đại bằng cacbon phóng xạ.

## Lịch pháp và kỷ nguyên
Các thuật ngữ thông thường như lịch pháp và kỷ nguyên (trong phạm vi ý nghĩa của hệ thống cố kết các năm trong lịch được đánh số) liên quan tới hai khái niệm nền tảng bổ trợ lẫn cho nhau của niên đại học.

### Lịch pháp
Lịch là một hệ thống để đặt tên cho các chu kỳ thời gian, thông thường là theo các ngày. Các tên gọi này được biết đến như là tên của ngày tháng cụ thể nào đó trong từng loại lịch (ví dụ ngày 19 tháng 2 năm 2008). Các ngày tháng cụ thể có thể dựa trên sự chuyển động thấy được của các thiên thể. Lịch cũng là một thiết bị vật lý (thông thường là trên giấy) để minh họa cho hệ thống (ví dụ- lịch để bàn) – và đây cũng là cách hiểu thông dụng nhất của từ lịch.
Như là một tập hợp con, 'lịch' được sử dụng để biểu thị danh sách của một tập hợp cụ thể nào đó của các sự kiện đã được lập kế hoạch (ví dụ, lịch xét xử).
Các loại lịch được sử dụng hiện nay trên Trái Đất phần lớn là dương lịch, âm lịch, âm dương lịch hay lịch tùy ý.
- Âm lịch được đồng bộ theo chuyển động của Mặt Trăng (các tuần trăng); một ví dụ là lịch Hồi giáo.
- Dương lịch dựa trên thay đổi thấy được theo mùa, được đồng bộ theo chuyển động biểu kiến của Mặt Trời; một ví dụ là lịch Ba Tư.
- Âm dương lịch là lịch được đồng bộ theo cả chuyển động của Mặt Trăng và chuyển động biểu kiến của Mặt Trời; một ví dụ là lịch Do Thái.
- Lịch tùy ý không được đồng bộ theo Mặt Trăng hay Mặt Trời; ví dụ như tuần hay ngày Julius được sử dụng bởi các nhà thiên văn học.

Đã từng có một vài loại lịch có lẽ được đồng bộ theo chuyển động của Kim Tinh, chẳng hạn như các loại lịch Ai Cập cổ đại; việc đồng bộ theo chuyển động của Kim Tinh chủ yếu diễn ra ở các nền văn minh gần đường xích đạo.

### Kỷ nguyên

#### Công Nguyên
Ở châu Âu, trong thế kỷ 8, lịch thuộc về kỷ nguyên Kitô, kỷ nguyên được Bede (~672 - 735) chọn để sử dụng trong sách Historia Ecclesiastica gentis Anglorum của ông, là lịch Julius, nhưng sau năm 1582 thì nó là lịch Gregory. Dionysius Exiguus (khoảng năm 500) là người sáng tạo ra thuật ngữ kỷ nguyên này (Anno Domini, viết tắt AD hay A.D., nghĩa là trong năm của Chúa của chúng ta), ngày nay có lẽ được sử dụng rộng rãi nhất trong các hệ thống đo đạc ngày tháng trên Trái Đất. Trong khi đó ở Trung Quốc thời kỳ cổ đại và phong kiến người ta sử dụng niên kỷ và niên hiệu của các đế vương và nông lịch theo chu kỳ của Can Chi như là sự kết hợp của kỷ nguyên và lịch pháp. Ví dụ năm Kiến Nguyên thứ nhất thời Hán Vũ Đế là tương đương với năm 140 TCN.

#### Ab Urbe condita
Ab Urbe condita, viết tắt AUC, là một thuật ngữ tiếng Latinh để chỉ "từ khi thành lập Thành phố (Roma)", theo truyền thống được coi là năm 753 TCN. Nó được một số ít các sử gia La Mã sử dụng để nhận ra các năm của người La Mã. Các sử gia hiện đại sử dụng nó còn thường xuyên hơn cả những người La Mã đã từng dùng; phương pháp chi phối trong nhận diện các năm La Mã là theo tên của hai quan chấp chính tối cao, những người đã từng nắm giữ cương vị vào năm đó.Trước khi có các ấn bản quan trọng hiện đại của các tác phẩm sử học La Mã, AUC đã từng được bổ sung bừa bãi vào chúng bởi các soạn giả sớm hơn, làm cho nó dường như là được sử dụng rộng rãi hơn so với việc sử dụng nó trên thực tế.
Lần đầu tiên nó được sử dụng có tính hệ thống chỉ vào khoảng năm 400, bởi sử gia người vùng Iberia là Orosius. Giáo hoàng Boniface IV, vào khoảng năm 600, dường như là người đầu tiên đã tạo ra kết nối giữa các năm của kỷ nguyên này và Anno Domini. (AD 1 = AUC 754.)

#### Kỷ nguyên thiên văn
Kỷ nguyên Anno Domini của Dionysius Exiguus (trong đó chỉ chứa các năm lịch AD) đã được Bede mở rộng để trở thành kỷ nguyên Kitô hoàn thiện (chứa bổ sung tất cả các năm lịch BC (TCN) nhưng không có năm 0). Mười thế kỷ sau Bede thì các nhà thiên văn người Pháp là Philippe de la Hire (năm 1702) và Jacques Cassini (năm 1740), chỉ thuần túy là để đơn giản hóa một số tính toán nhất định, đã đưa hệ thống ngày tháng Julius (được Joseph Scaliger đề xuất năm 1583) và cùng với nó là kỷ nguyên thiên văn vào sử dụng, trong đó chứa năm nhuận 0, đứng ngay trước năm 1 nhưng không trùng chính xác với năm 1 TCN. Các nhà thiên văn chưa bao giờ đề xuất một cách nghiêm túc việc thay thế kỷ nguyên của chúng ta (Công Nguyên) bằng kỷ nguyên thiên văn của họ (trùng khớp chính xác với kỷ nguyên Kitô khi nó liên quan tới các năm lịch sau năm 4).

## Các bảng niên đại tiền sử
Trong khi có tầm quan trọng thiết yếu đối với các sử gia, thì các phương pháp xác định niên đại cũng được sử dụng trong nhiều ngành khoa học, đặc biệt là trong thiên văn học, địa chất học, cổ sinh học và khảo cổ học.
Trong khi không có lịch sử bằng văn bản, nhưng với các biên niên sử của nó và danh sách các vị vua, các nhà khảo cổ học cuối thế kỷ 19 đã phát hiện thấy là họ có thể tạo ra các bảng niên đại tương đối, dựa trên các kỹ thuật và kiểu dáng đồ gốm. Trong lĩnh vực Ai Cập học, William Flinders Petrie là tiên phong trong xác định niên đại theo chuỗi để nhìn thấu vào thời gian tiền triều đại thuộc thời đại đồ đá mới, sử dụng các nhóm cổ vật cùng thời đã tích tụ lại cùng nhau ở một thời điểm trong các ngôi mộ và làm việc có phương pháp ngược trở lại từ các giai đoạn lịch sử sớm nhất của Ai Cập. So sánh với kỹ thuật sắp xếp thứ tự ở Bắc Mỹ.
Biết được các đồ tạo tác đôi khi được phát hiện tại các địa tầng của các di chỉ rất xa nhau, sản phẩm của thương mại, giúp mở rộng mạng lưới các bảng niên đại. Một số nền văn hóa được đặt tên gọi theo tham chiếu tới các dạng đặc trưng, vì thiếu ý tưởng về việc người ta nên gọi chúng như thế nào, chẳng hạn như "văn hóa cốc vại" (văn hóa Beaker) ở miền bắc châu Âu trong thiên niên kỷ 3 TCN. Việc nghiên cứu các cách thức, phương tiện trong việc đặt đồ gốm và các đồ tạo tác văn hóa khác vào một số kiểu trật tự diễn ra thành hai giai đoạn, là phân loại và loại hình học. Phân loại tạo ra các thể loại cho các mục đích miêu tả còn loại hình học tìm kiếm để nhận dạng và phân tích các thay đổi để cho phép các đồ tạo tác có thể được đặt vào trong các chuỗi.
Các kỹ thuật phòng thí nghiệm phát triển mạnh từ giữa thế kỷ 20 đã hỗ trợ thường xuyên hơn trong sửa đổi và gạn lọc các bảng niên đại được lập ra cho các khu vực văn hóa cụ thể. Các phương pháp xác định ngày tháng không liên quan cũng hỗ trợ và củng cố thêm cho niên đại học, một tiên đề của chứng cứ xác thực. Một cách lý tưởng, các vật liệu khảo cổ học được sử dụng để xác định niên đại của di chỉ cần bổ trợ lẫn nhau và cung cấp phương tiện để kiểm tra chéo. Các kết luận rút ra từ chỉ một kỹ thuật không được hỗ trợ thông thường bị coi là không tin cậy.

## Phân tích niên đại học
Một vài nguồn truyền thuyết có xu hướng gán tuổi thọ dài phi thực tế cho các vị anh hùng hay vị vua tiền sử (chẳng hạn người Ai Cập, Do Thái, Nhật v.v), nếu như số lượng năm đã thông báo được hiểu như là các năm có trên 340 ngày. Mặc dù hiện nay thì các bảng niên đại đã phát triển có hệ thống trước thập niên 1960 bị người ta hoài nghi thật sự, nhưng các kết quả gần đây hơn có sức thuyết phục cao hơn nhiều so với những gì sẵn sàng xuất hiện trước các nhà báo và những người nghiệp dư đầy lòng say mê. Suy luận Bayes có thể được áp dụng trong phân tích thông tin niên đại, bao gồm cả các dữ liệu ngày tháng năm suy ra từ xác định bằng cacbon phóng xạ.

## Từ nguyên học
Niên đại học trong tiếng Việt là cụm từ gốc Hán-Việt, bắt nguồn từ 年代学, nghĩa là khoa học nghiên cứu sự thay đổi theo năm.
Từ để chỉ niên đại học trong một số ngôn ngữ châu Âu có nguồn gốc từ tiếng Latinh chronologia (từ tiếng Hy Lạp cổ χρόνος - chronos, "thời gian" + λόγος - nói về, nghiên cứu của) là một biên niên sử hay sự sắp xếp các sự kiện theo trật tự xuất hiện của chúng.